# Museumwinkel Albert Heijn

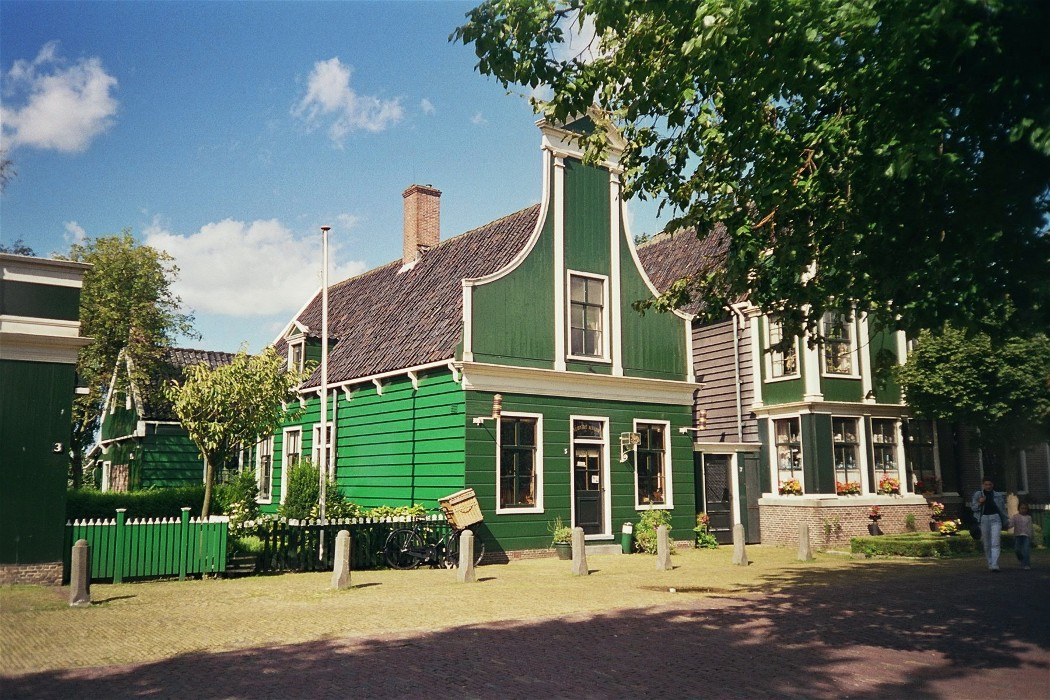
Exterieur

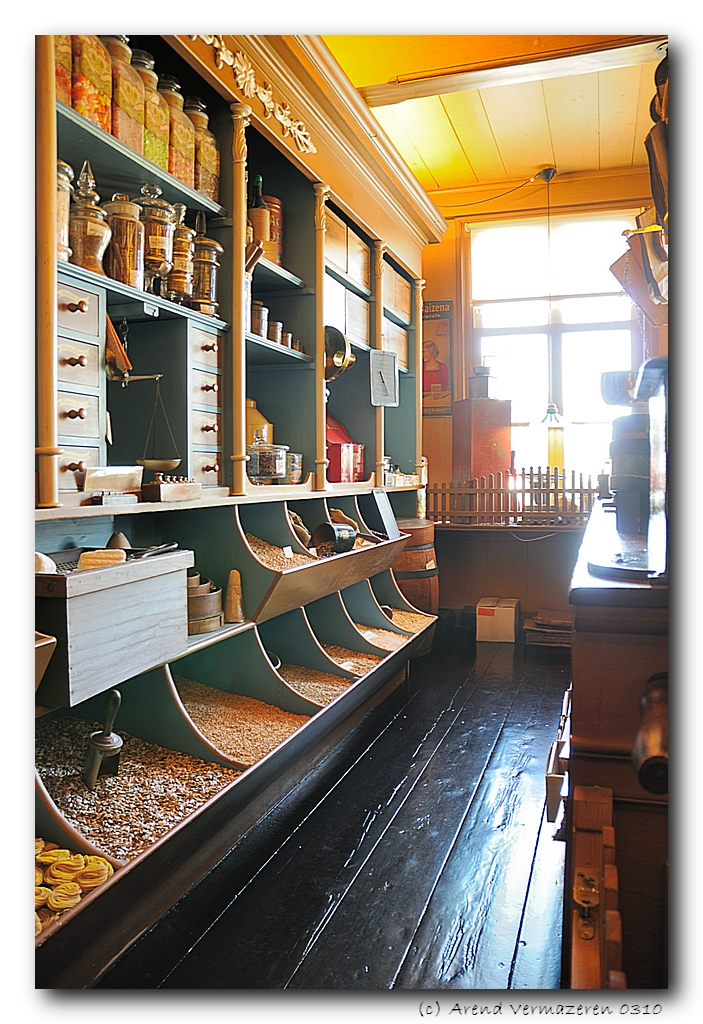
Interieur

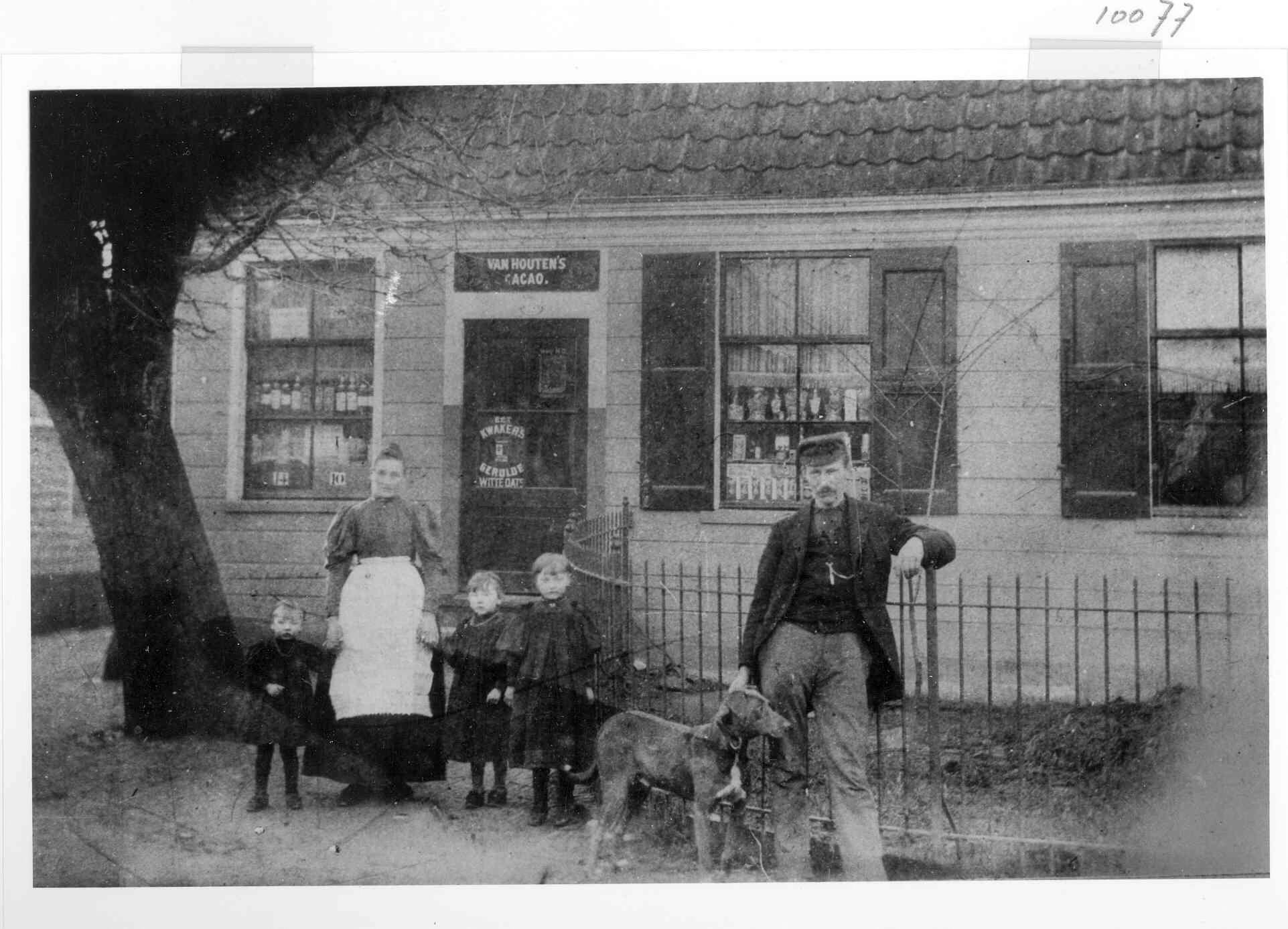
Albert Heijn sr. met gezin voor winkel in Oostzaan

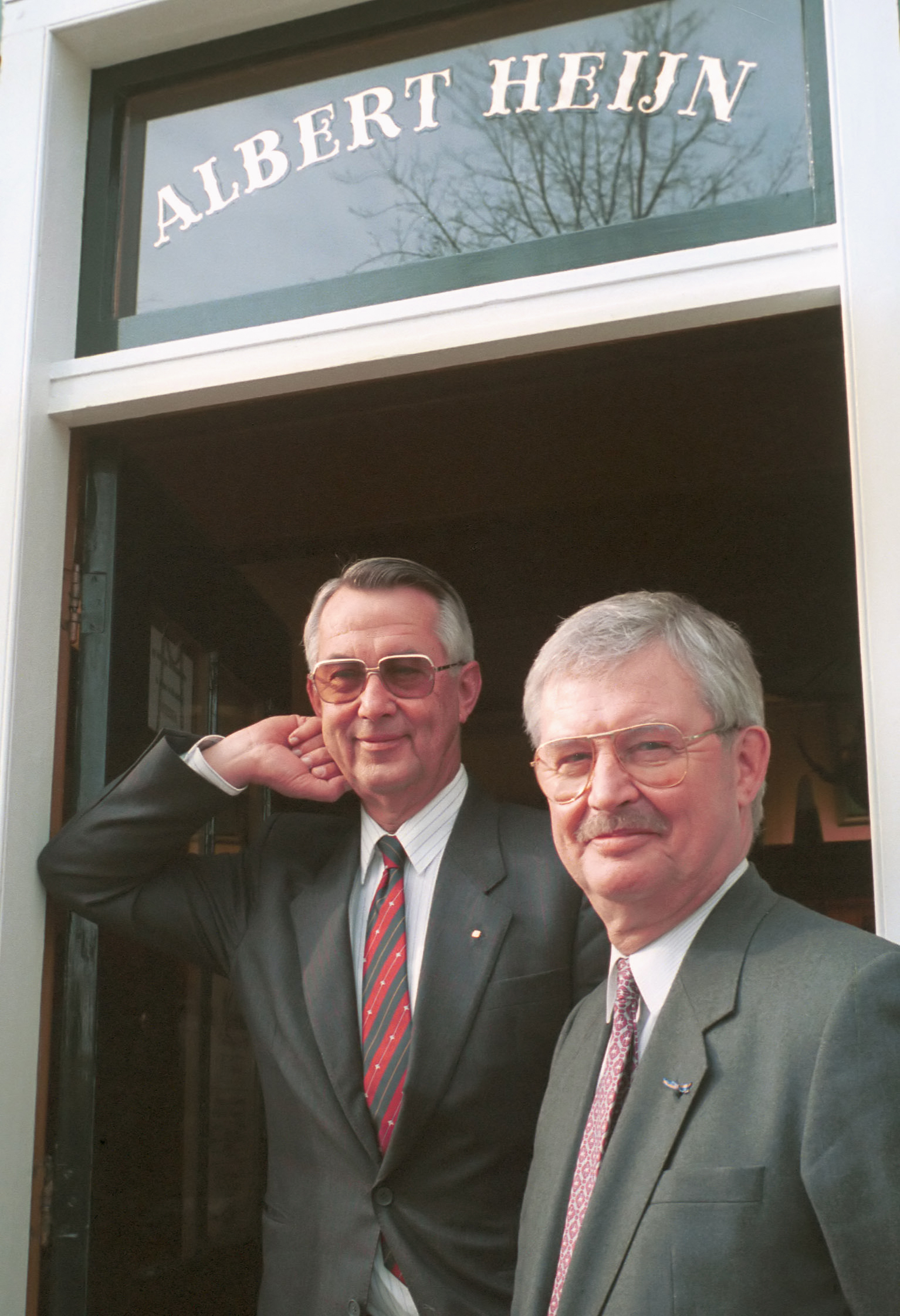
Albert en Gerrit-Jan Heijn voor het museum in 1987

Museumwinkel Albert Heijn is een historische kruidenierswinkel op de Zaanse Schans in Zaanstad. Het interieur is een reconstructie van de eerste winkel van Albert Heijn (1865-1945) uit 1887. Achter in de museumwinkel is een expositie over de geschiedenis van koffie, een product dat Albert Heijn vanaf het begin zelf brandde onder de naam Perla.
Vanaf 1938 werd begonnen een inventaris aan te leggen om een historische winkel te kunnen inrichten. De museumwinkel werd uiteindelijk op 23 mei 1967 door wethouder Dirk Metselaar van Zaandam geopend. Het werd gevestigd in twee voormalige Zaanse huizen. Het bouwwerk waarin zich de winkel bevindt, oorspronkelijk een vestiging van de Coöperatieve Verbruiksvereniging Zaanstreek, dateert uit 1820 en stond op Oostzijde 97 in Zaandam, het woonhuis uit 1750 stond aan de Kerkbuurt 61 in Westzaan. De bouwwerken zijn een rijksmonument. Het oorspronkelijke pand van de eerste winkel is afgebroken. Het museum wordt geleid door vrijwilligers en is vrij toegankelijk.